# 丹尼爾·波登塞
丹尼爾·卡斯特洛·波登塞（葡萄牙語：Daniel Castelo Podence，1995年10月21日—），是一名葡萄牙職業足球員，司職邊鋒。現効力沙特職業足球聯賽俱樂部艾沙比，曾代表葡萄牙國家足球隊參加比賽。

## 俱樂部生涯

### 狼隊
2020年1月30日，波登塞簽下了一份為期四年半的合約，以1,690萬英鎊的轉會費從奧林匹亞科斯轉移到狼隊。

## 國家隊生涯
2020年10月14日，波登塞在2020–21年歐洲國家聯賽A首次代表葡萄牙國家足球隊上場，在3-0擊敗瑞典的比賽中代替若奧·菲利克斯。

## 生涯統計

### 國家隊
最後更新：2020年10月14日
| 國家隊 | 年份 | 上場 | 進球 |
| ------ | ---- | ---- | ---- |
| 葡萄牙 | 2020 | 1    | 0    |
| 合計   | 合計 | 1    | 0    |

## 榮譽

### 俱樂部
體育CP
- 葡萄牙盃冠軍：2014-15賽季
- 葡萄牙聯賽盃冠軍：2017-18賽季

 莫雷倫斯
- 葡萄牙聯賽盃冠軍：2016-17賽季

 奧林匹亞科斯
- 希臘足球超級聯賽冠軍：2019-20賽季
- 欧足联欧洲协会联赛冠軍：2023-24賽季[5]

## 外部連結
- Soccerway資料庫：丹尼爾·波登塞
- 丹尼爾·波登塞的Instagram帳戶